# Feuille d'or de la ville de Nancy
La Feuille d'or de la ville de Nancy est un prix littéraire, décerné à l'occasion du salon le Livre sur la place à Nancy. Il récompense un auteur lorrain ou dont l'ouvrage concerne la région Grand Est.

## Liste des lauréats
- 1986 : Claude Kévers-Pascalis, Crésus[3]
- 1987 : Michèle Cotta, Les Miroirs de Jupiter[1]
- 1988 : Michel Wieviorka, Dominique Wolton, Terrorisme à la Une[1]
- 1989 : René-Victor Pilhes, La Médiatrice[1]
- 1990 : Michel Castex, Un mensonge gros comme le siècle[1]
- 1991 : Alain Ménargues, Les Larmes de la colère[1]
- 1992 : Jean Ferniot, Je recommencerais bien[1]
- 1993 : Jacques Derogy, Jean-Marie Pontaut, Investigation, Passion[1]
- 1994 : Françoise Giroud, Journal d'une Parisienne[1]
- 1995 : Yves Courrière, Pierre Lazareff ou Le Vagabond de l'actualité[1]
- 1996 : Jean-Noël Jeanneney, Une histoire des médias[1]
- 1997 : François Baudin, Histoire économique et sociale de la Lorraine[1]
- 1998 : Michel Caffier, Le Hameau des mirabelliers[1]
- 1999 : Philippe Claudel, Meuse, l'oubli
- 2000 : François Bon et les écrivains SDF, La Douceur dans l'abîme[1]
- 2001 : Élise Fischer, L'Inaccomplie[1]
- 2002 : Jeanne Cressanges, Les Ailes d'Isis[1]
- 2003 : Pierre Pelot, C'est ainsi que les hommes vivent[1]
- 2004 : Louisa Maurin, Fille de personne[1]
- 2005 : Anne-Sophie Brasme, Le Carnaval des monstres[1]
- 2006 : Élise Fontenaille, Brûlements[1]
- 2007 : Michel Picard, Matantemma[1]
- 2008 : Les enfants de l'école Gustave-Eiffel de Pompey et Michel Caffier, Qui a volé la Tour Eiffel ?[4]
- 2009 : Jean Vautrin pour l'ensemble de son œuvre[5]
- 2010 : Éditions bilingue de l'oxalide[6]
- 2011 : Éric Reinhardt, Le Système Victoria[7]
- 2012 : Tierno Monénembo, Le terroriste noir[8]
- 2013 : Xavier Brouet et Richard Sourgnes, La Lorraine pour les nuls, First[9]
- 2014 : Benoît Duteurtre, L'Ordinateur du Paradis, Gallimard[10]
- 2015 : Carole Martinez, La terre qui penche, Gallimard[11]
- 2016 : Hélène Gestern, L'Odeur de la forêt, Arléa[12]
- 2017 : Matthieu Jung, Le Triomphe de Thomas Zins, Anne Carrière[13]
- 2018 : Nicolas Mathieu, Leurs enfants après eux, Actes Sud[14]
- 2019 : Joffrine Donnadieu, Une histoire de France, Gallimard[15]
- 2020 : Laurent Petitmangin, Ce qu'il faut de nuit, La Manufacture de livres[16]
- 2021 : Isabelle Sorente, La Femme et l'Oiseau, JC Lattès[17]
- 2022 : Thierry Beinstingel, Dernier travail, Fayard[18]
- 2023 : Maria Pourchet, Western, Stock[19]
- 2024 : Etienne Kern, La vie meilleure, Gallimard[20]